# مايك روجاس
مايك روجاس (بالإنجليزية: Mike Rojas)‏ هو مدرب كرة القاعدة ‏ أمريكي، ولد في 17 أبريل 1963 في ميامي في الولايات المتحدة.

## وصلات خارجية
- مايك روجاس على موقع دوري كرة القاعدة الرئيسي (الإنجليزية)
- مايك روجاس على موقعبيزبول رفرنس.كوم (الدوري الثانوي) (الإنجليزية)